# Maksym Kučerjavyj
Maksym Serhijovy Kučerjavyj (in ucraino Максим Сергійович Кучерявий?, traslitterazione anglosassone: Maksym Serhiyovych Kucheryavyi; Kiev, 9 maggio 2002) è un calciatore ucraino, centrocampista del St. Johnstone.

## Carriera

### Club
Kučerjavyj ed è cresciuto nel settore giovanile del DYuSSh-15 Kyiv. Nel 2021, dopo il mancato accordo con gli Hearts, è stato acquistato dal St. Johnstone che lo ha subito prestato al Brechin City. Dopo un'ottima prima parte di stagione con 9 reti in 19 presenze è stato richiamato dal St. Johnstone e prestato al Kelty Hearts.
Rientrato a Perth al termine della stagione, ha debuttato in prima squadra il 12 luglio nell'incontro di Scottish League Cup perso ai rigori contro l'Annan Athletic. Il 2 gennaio 2023 ha rinnovato il contratto per ulteriori due anni e poche settimane dopo è stato prestato al Falkirk.
Confermato in rosa di rientro dal prestito, ha iniziato a giocare con maggior continuità ed il 2 settembre ha segnato i suoi primi gol con il St. Johnstone realizzando una doppietta nel pareggio per 2-2 contro il Dundee.

### Nazionale
Ha giocato nelle nazionali giovanili ucraine Under-15 ed Under-21.

## Statistiche

### Presenze e reti nei club
Statistiche aggiornate al 24 aprile 2024.
| Stagione        | Squadra         | Campionato      | Campionato | Campionato | Coppe nazionali | Coppe nazionali | Coppe nazionali | Coppe continentali | Coppe continentali | Coppe continentali | Altre coppe | Altre coppe | Altre coppe | Totale | Totale | Totale |
| Stagione        | Squadra         | Comp            | Pres       | Reti       | Comp            | Pres            | Reti            | Comp               | Pres               | Reti               | Comp        | Pres        | Reti        | Pres   | Reti   |        |
| --------------- | --------------- | --------------- | ---------- | ---------- | --------------- | --------------- | --------------- | ------------------ | ------------------ | ------------------ | ----------- | ----------- | ----------- | ------ | ------ | ------ |
| ago. 2021       | St. Johnstone   | SP              | 0          | 0          | CS+CdL          | 0               | 0               |                    | -                  | -                  | CC          | 1           | 0           | 1      | 0      |        |
| 2021-gen. 2022  | Brechin City    | HL              | 19         | 9          | CS+CdL          | 2+2             | 0               |                    | -                  | -                  | CC          | 0           | 0           | 23     | 9      |        |
| gen.-giu. 2022  | Kelty Hearts    | 3D              | 13         | 1          | CS+CdL          | 0               | 0               |                    | -                  | -                  | CC          | 0           | 0           | 13     | 1      |        |
| 2022-gen. 2023  | St. Johnstone   | SP              | 4          | 0          | CS+CdL          | 0+4             | 0               |                    | -                  | -                  | CC          | 2           | 0           | 10     | 0      |        |
| gen.-giu. 2023  | Falkirk         | 2D              | 13+2       | 1+0        | CS+CdL          | 2+0             | 0               |                    | -                  | -                  | CC          | 0           | 0           | 17     | 1      |        |
| 2023-2024       | St. Johnstone   | SP              | 28         | 2          | CS+CdL          | 1+4             | 0+1             |                    | -                  | -                  | CC          | 1           | 0           | 34     | 3      |        |
| Totale carriera | Totale carriera | Totale carriera | 79         | 13         |                 | 15              | 1               |                    | -                  | -                  |             | 4           | 0           | 98     | 14     |        |

## Palmarès

### Club

#### Competizioni nazionali
- Scottish League Two: 1

Kelty Hearts: 2021-2022